# Лич, Уильям Элфорд
Уильям Элфорд Лич (англ. William Elford Leach; 2 февраля 1790, Плимут — 26 августа 1836, Италия) — английский зоолог и морской биолог.

## Биография
Уильям Элфорд Лич родился в Плимуте в семье адвоката. В возрасте двенадцати лет поступил в школу в Эксетере, где изучал анатомию и химию. В то время он уже собирал коллекцию морских организмов в проливе и на побережьях Девоншира. В семнадцать он начал изучать медицину в больнице Святого Варфоломея (St. Bartholomew’s Hospital) в Лондоне. Продолжил образование в Эдинбургском университете и университете Святого Андрея (St. Andrew’s University).
В 1813 году Лич вернулся к зоологии и начал работать помощником библиотекаря в Зоологическом отделе Британского музея. Он занялся разбором коллекций, многие из которых (например, коллекции Ганса Слоана) были заброшены. Лич был назначен помощником хранителя отдела естественной истории. Он стал специалистом по ракообразным и моллюскам. Он также работал с насекомыми, млекопитающими и птицами.
Номенклатура Лича была достаточно необычна — он назвал двадцать семь видов именем своего друга Джона Кранча (1785–1816), работавшего в Африке и позже умершего на борту «Конго». В 1818 году Лич назвал девять родов именем Каролины (напрямую или анаграммой), вероятно, в честь своей возлюбленной.
В 1821 году Лич, перегруженный работой, пережил нервный срыв и в марте 1822 года был вынужден уйти из музея. Его старшая сестра вывезла его на континент для того, чтобы он смог поправить пошатнувшееся здоровье. Они путешествовали по Франции, Италии, Греции.
Умер Лич от холеры в Палаццо Святого Себастьяна неподалёку от Генуи.
В честь Лича названо множество видов животных.

## Печатные труды периода работы в Британском музее
- Zoological Miscellany (1814—1817)
- Monograph on the British Crabs, Lobsters, Prawns and other Crustacea with pendunculated eyes (1815—1817)
- Systematic catalogue of the specimens of the indigenous Mammalia and birds in the British Museum (1816) (издание 1882 года)
- Synopsis of the Mollusca of Great Britain (circulated 1820, but not published until 1852).